# Curimatidae
Famille
Curimatidae forment une famille de poissons d'eau douce appartenant à l'ordre des Characiformes.

## Liste des genres
Selon FishBase (04 juin 2015):
- genre Curimata L. A. G. Bosc, 1817
- genre Curimatella C. H. Eigenmann & R. S. Eigenmann, 1889
- genre Curimatopsis Steindachner, 1876
- genre Cyphocharax Fowler, 1906
- genre Potamorhina Cope, 1878
- genre Psectrogaster C. H. Eigenmann & R. S. Eigenmann, 1889
- genre Pseudocurimata Fernández-Yépez, 1948
- genre Steindachnerina Fowler, 1906

## Galerie

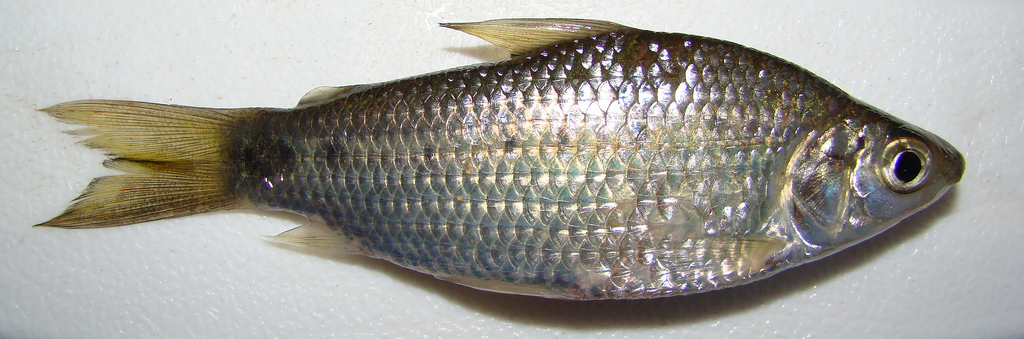
Cyphocharax voga
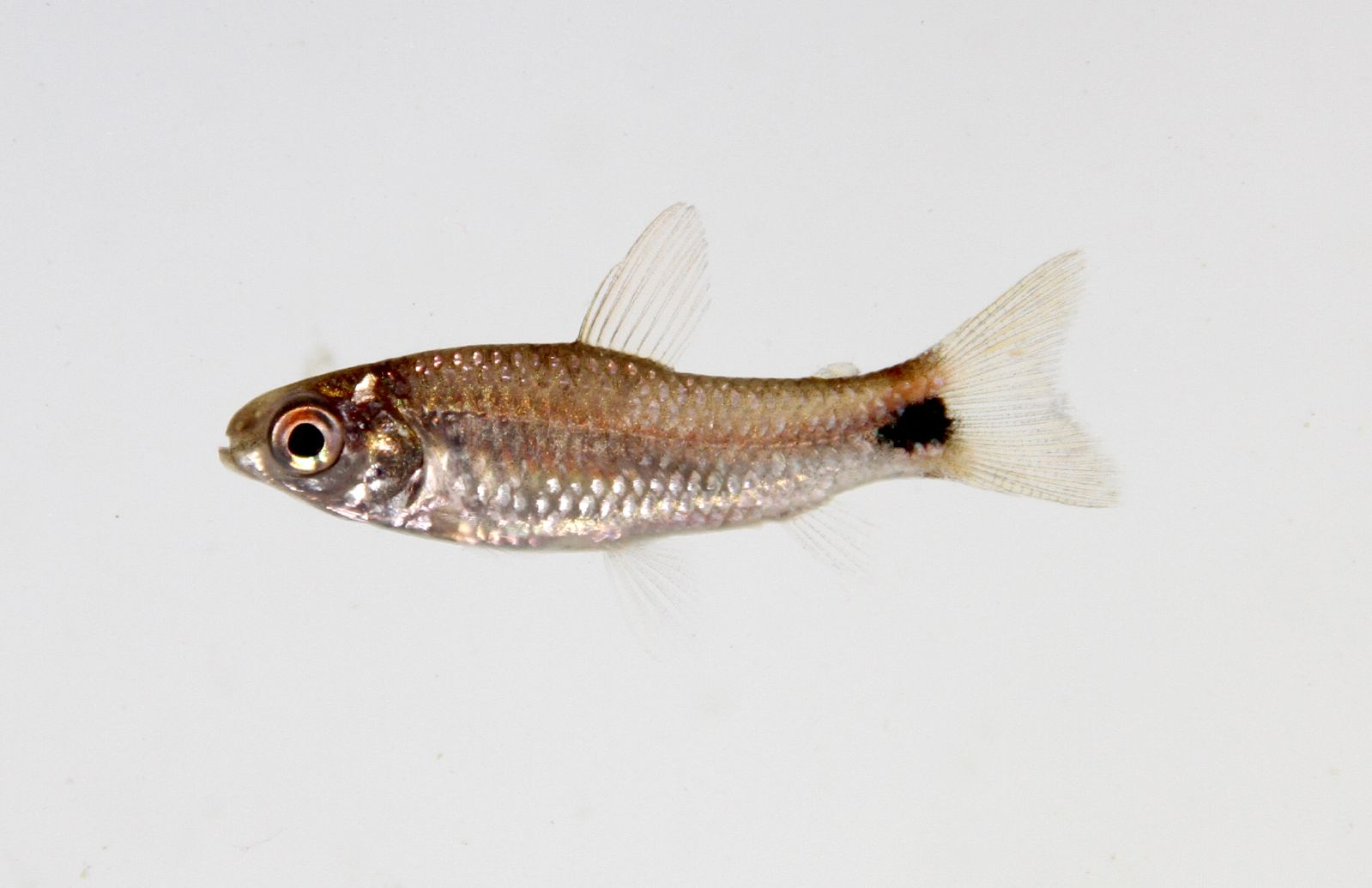
Cyphocharax sp.
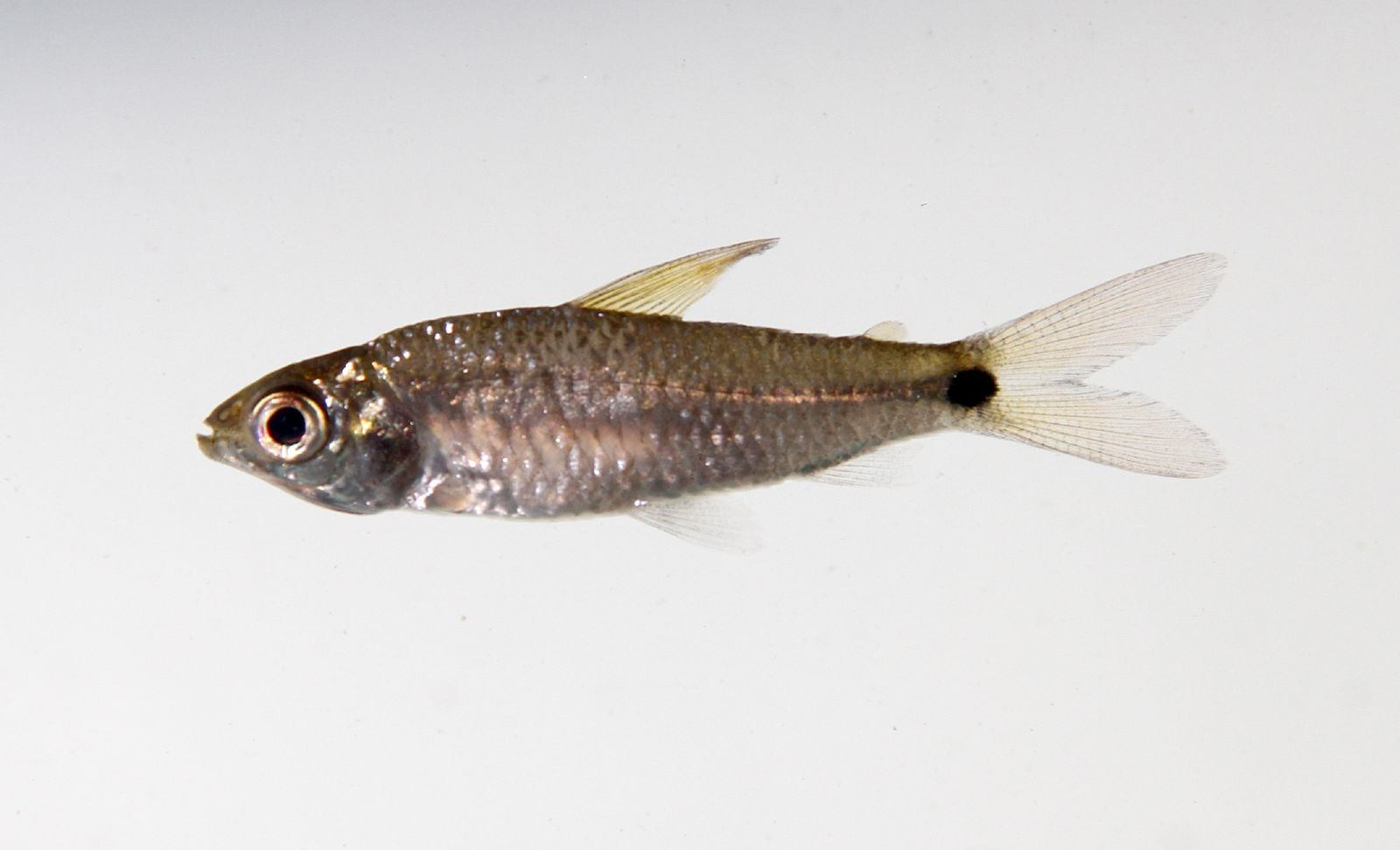
Cyphocharax sp.